# فيديوغرافيا نانسي عجرم

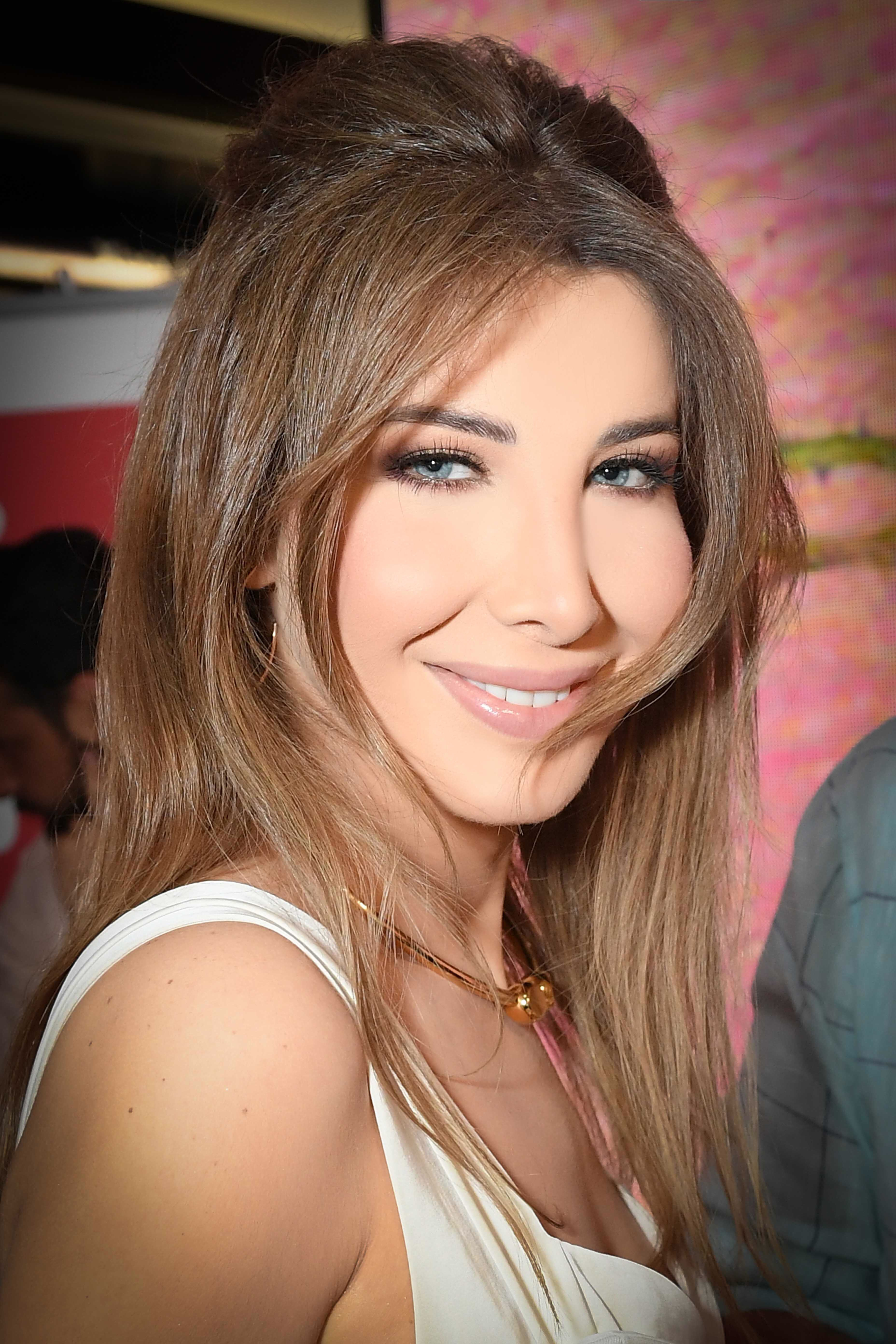
نانسي عجرم في 13 مايو 2017 في حفل إطلاق ألبومها الغنائي التاسع في بيروت.

لدى الفنانة اللبنانية نانسي عجرم ثمانية ألبومات مصورة و42 أغنية مصورة، وقد ظهرت في العديد من البرامج التلفزيونية، إضافة إلى 24 إعلانًا تلفزيونيًا.
ظهرت نانسي لأول مرة في ساحة الأغاني المصورة في عام 1998، حين كانت تبلغ من العمر 15 عامًا، حيث وقعت عقدًا مُتعدِّد الألبومات مع شركة إي إم آي الرائدة في إنتاج الموسيقى، وقد أصدرت ألبومها الغنائي الأول محتجالك في نفس العام وصورت أغنيتها الأولى «محتجالك»، من إخراج المخرج اللبناني «إيلي فغالي». ومثل ألبومها الأول، نال ألبوم نانسي الثاني شيل عيونك عني الذي صدر في عام 2001 نفس المستوى من الاهتمام ولم تشتهر منه سوى أغنية الألبوم الرئيسية التي حملت الاسم نفسه أيضًا، وهي التي صورتها وكانت من إخراج المخرج اللبناني «غي زحلان».
صعد نجم نانسي عجرم إلى الشهرة وحظيت باهتمام عربي كبير في عام 2003 بعد إصدار أغنيتها المصورة «أخاصمك آه»، من ألبومها الغنائي الثالث يا سلام. تلقت في وقت لاحق ثناءً على أغنيتها المُصوّرة التي حملت اسم ألبومها «يا سلام»، وهي الأغنية المنفردة الثانية التي صوّرت من الألبوم وبثت في منتصف عام 2003، ونالت نانسي إثر ذاك جائزة الموريكس دور لتصويرها الإيجابي لنجمة حزينة تعيش حياة مستوحاة من ستينيات القرن العشرين. كان الفيديو الثاني مثل الأول من إخراج نادين لبكي وأدّى نجاحه لتوثيق علاقة التعاون الثنائية بينهما.
في عام 2004، أصدرت عجرم ألبومها الغنائي الرابع آه ونص، وصُوّرت منه أربعة أغنيات، هي: «آه ونص» و«لون عيونك» و«قول تاني كده» و«إنتَ إيه» من الألبوم. كانت الأغنية المصورة الرئيسية التي حملت اسم الألبوم من إخراج نادين لبكي، إذ صورها فتاة تعيش في ريف مصر. صُوّرت أغنية «قول تاني كده» مع المخرج الإيطالي العالمي «لوكا توماسيني»، الأغنية التي قادت حملة كوكا كولا الإعلانية في الشرق الأوسط، أنتجت الأغنية المصورة من مشاهد أخذت لنانسي عجرم من كواليس الإعلان. في عام 2006، أصدرت نانسي ألبومها الغنائي الخامس، بعنوان يا طبطب ودلع، وتضمّن ست أغنيات منفردة، صورت كل منها على حدة، ونالت أغنية «إحساس جديد» نجاحًا تجاريًا وحققت الأغنية المصوّرة التي أخرجها سعيد الماروق نجاحًا بنيت على قصته أغان مصورة أخرى. في يونيو 2007، أصدرت نانسي ألبومها الغنائي الأوّل المُخصص للأطفال بعنوان شخبط شخابيط مع فيديو كليب موسيقي مدته سبع دقائق، ضم أربعة أغان مختلفة، وكان من إخراج سعيد الماروق أيضًا.
في 30 يوليو 2008، أصدرت نانسي ألبومها الغنائي السادس، بعنوان «بتفكر في إيه»، والذي أنتج منه خمسة أغان مصورة. في سبتمبر 2010، أصدرت نانسي ألبومها الغنائي السابع، باسم: نانسي 7، وقد ضم أربع أغنيات منفردة ناجحة، صُوّرت كل منها على حدة، ونالت على أغنيتي «في حاجات» و«شيخ الشباب» ثلاث جوائز، ووتميزت أغنية «يا كثر» بمشاركة الممثل قصي خولي ليمثل دور حبيب نانسي. أصدرت نانسي في سبتمبر 2012، ألبومها الغنائي الثاني المُخصص للأطفال، وكان بعنوان: سوبر نانسي، مصحوبًا بأغنية مصورة متنوعة حملت نفس الاسم، وقد ظهرت فيها ابنتاها ميلا وإيلا. تلا ذلك بعامين، صدور ألبوم نانسي 8، وهو الألبوم الغنائي الثامن في مسيرة نانسي عجرم الغنائية، وقد صورت منه ست أغان منفردة، وقد صورت من ألبومها الغنائي التاسع نانسي 9 ثلاث أغان.
بالإضافة إلى أغانيها المصورة، أصدرت نانسي ثمانية ألبومات مصورة. كذلك صوّر فيلمان صدرا بقرص مضغوط، الأوّل يسجل حفلها في مهرجان جرش في الأأردن في عام 2004 والآخر فيلم وثائقي يسجل خلف كواليس جولتها في الولايات المتحدة الأمريكية في عام 2005. كذلك، صدرت لها ألبومات مصورة أخرى، منها «أفضل كليبات نانسي»، و«أجمل الأغاني – دي في دي» و«فيديو كليبات 2»، وقد تضمنت عروضًا حية وأغان مصورة لها. كما ظهرت نانسي في العديد من البرامج التلفزيونية، بما في ذلك مشاركتها ضمن لجنة التحكيم في ثلاثة من أصل أربعة مواسم برنامج تلفزيون الواقع أراب آيدول، كذلك شاركت مدربة في برنامج ذا فويس كيدز: أحلى صوت في ثلاثة مواسم من أصل أربعة.

## الكليبات
| السنة | العنوان                                                               | الألبوم                   | المخرج(ون/ات)                                                                       | وصف | مرجع   |
| ----- | --------------------------------------------------------------------- | ------------------------- | ----------------------------------------------------------------------------------- | --- | ------ |
| 1998  | «محتجالك»                                                             | محتجالك                   | إيلي فغالي                                                                          | يُصوّر نانسي وحيدة في مقهى. | [ 7 ]  |
| 2001  | «شيل عيونك عني»                                                       | شيل عيونك عني             | غي زحلان                                                                            | يُصوّر حياة مطربة تلاحقها الكاميرات ومصورو المشاهير (باباراتزي). | [ 8 ]  |
| 2002  | «أخاصمك آه»                                                           | يا سلام                   | نادين لبكي                                                                          | فيديو كليب نانسي عجرم الذي أوصلها جماهيرًا على مستوى الوطن العربي. يُصوّر نانسي بوصفها مديرة مقهى مغرية. | [ 9 ]  |
| 2003  | «يا سلام»                                                             | يا سلام                   | نادين لبكي                                                                          | يبدأ بتأدية نانسي لجزء من أغنية "أخاصمك آه" على المسرح، وهي تمثلُ فيه حياة نجمة حزينة، بإطار عام مستوحى من شكل الحياة في ستينيات القرن العشرين. | [ 9 ]  |
| 2003  | «ياي (سحر عيونه)»                                                     | يا سلام                   | نادين لبكي                                                                          | يُصوّر نانسي بوصفها مصففة شعر في صالون في بيروت، مفتونة بحبيبها الذي سحرها من النظرة الأولى. | [ 9 ]  |
| 2004  | «آه ونص»                                                              | آه ونص                    | نادين لبكي                                                                          | يُصوّر نانسي بوصفها فتاة مصرية في أحد الأحياء الشعبية، تهرب ممن يُلاحقها. يُعد هذا العمل أحد الأعمال المصورة المميزة في مسيرتها، إذ به انتشرت أيقونة نانسي عجرم الشهيرة وهي تغسل الملابس بيدها. | [ 10 ] |
| 2004  | «لون عيونك»                                                           | آه ونص                    | نادين لبكي                                                                          | تتمة لفيديو كليب «ياي» حيث يُصوّر نانسي عروسًا في عرس لبناني تقليدي، مع دقات وهتافات الزفاف التقليدية التي أضيفت في بداية الأغنية. | [ 10 ] |
| 2005  | «قول تاني كدّه»                                                        | آه ونص                    | لوكا توماسيني (بالإيطالية: Luca Tommassini)                                         | فيديو كليب أنتج من مشاهد أخذت لنانسي عجرم من كواليس الإعلان التجاري الأوّل الذي صورته لشركة كوكا كولا. | [ 10 ] |
| 2005  | «إنتَ إيه»                                                             | آه ونص                    | نادين لبكي                                                                          | فيديو كليب درامي، تمثل فيه نانسي دور زوجة حزينة، تكتشف أن زوجها يخونها مع أعز صديقاتها، وفيه تستيقظ عند الفجر باكية وهي تستذكر التفاصيل. | [ 10 ] |
| 2006  | «يا طبطب»                                                             | يا طبطب ودلع              | نادين لبكي                                                                          | يُصوّر نانسي بوصفها فتاة مُعدمة تعمل في سيرك صغير جوّال، تحاول أن ترضي شريكها في السيرك. | [ 11 ] |
| 2006  | «معجبة»                                                               | يا طبطب ودلع              | هاري رانكن (بالإنجليزية: Harry Rankin) ومايك ليبسكومب (بالإنجليزية: Mike Lipscombe) | يتصل بالإعلان التجاري الرابع لنانسي الذي صورته لشركة كوكا كولا، ويصورها فتاة في السيرك الذي سبق أن مر في الإعلانات السابقة. | [ 11 ] |
| 2006  | «أنا يلي بحبك»                                                        | يا طبطب ودلع              | باسكال داش                                                                          | يتصل بالإعلان التجاري الأوّل الذي صورته نانسي لمجوهرات داماس، ضمن إطلاق الشركة تشكيلة من مجموعة مجوهرات «فرفشة»، التي ستصبح لاحقًا إحدى العلامات التجارية المميزة. يُصورها وهي تدخل مقهى مُلل، ثم شيئًا فشيئًا يبدأ ينبض بالحياة. | [ 11 ] |
| 2006  | «إحساس جديد»                                                          | يا طبطب ودلع              | سعيد الماروق                                                                        | «نسخة طويلة»: تقع نانسي في حب رجل تكتشف أنه أصم أبكم. | [ 11 ] |
| 2007  | «إللي كان»                                                            | يا طبطب ودلع              | ديامانتينو فيريرا (بالإنجليزية: Diamantino Ferreira)                                | يتصل بالإعلان التجاري الثاني الذي صورته نانسي لمجوهرات داماس، حيث يصوّرها طالبة جامعية تقع في حب فتى يطاردها. | [ 11 ] |
| 2007  | «مشتاقة ليك»                                                          | يا طبطب ودلع              | ميرنا خياط                                                                          | يُصوّر نانسي في دور زوجة وحيدة تشتاق لزوجها الطيار البعيد عن المنزل. | [ 11 ] |
| 2007  | «شخبط شخابيط» (ويتضمن الأغنيات التالية أيضًا: كتكوتة، شاطر، عيد ميلاد) | شخبط شخابيط (ألبوم أطفال) | سعيد الماروق                                                                        | مزيج من أربع أغنيات، لكل أغنية قصتها المصورة الخاصة: تُمثّل نانسي دور معلمة في مدرسة أطفال، تحكي بداية قصة «حمادة» الذي يهوى الشخبطة بالألوان على الحيطان (أغنية شخبط شخابيط)، ثم تحكي قصة «حلا» التي تروي لها أمها في كل ليلة أقصوصة قبل أن تخلد إلى النوم (أغنية كتكوتة)، ثم تؤدي المعلمة أغنية «شاطر شاطر» مع تلاميذها الأطفال، وفي شارة النهاية تبث أغنية «عيد ميلاد». | [ 12 ] |
| 2008  | «رسالة للعالم»                                                        | شخبط شخابيط (ألبوم أطفال) | فادي حدّاد                                                                           | عالم رسومي بالكامل من صور أطفال من جميع أنحاء العالم، تعاني بلدانهم من الحروب والمجاعات.. إلخ، حيث تغني نانسي عن السلام. | [ 12 ] |
| 2008  | «بتفكّر في إيه»                                                        | بتفكر في إيه              | سعيد الماروق                                                                        | نانسي تعزف على غيتار كهربائي على برج ساعة، ويطارد حبيبها تذكرتي سينما طيرهما الريح، ويصل بهما إلى السينما بعد فوات الأوان، حيث تكون نانسي وافقة بانتظاره تحت المطر بينما الفيلم انتهى وخرج المشاهدون من دار السينما. | [ 13 ] |
| 2008  | «مين ده إللي نسيك»                                                    | بتفكر في إيه              | سعيد الماروق                                                                        | «مقدمات وخاتمة موسيقية إضافية»: استمرارًا لقصة الفتاة الثرية التي تقع في حب رجل معدم أصم أبكم، القصة التي صُوّرت في «إحساس جديد»، يصور هذا الفيديو حياتهما بعد زواجهما مع كل تقلباتهما الزوجية والمزاجية. | [ 13 ] |
| 2009  | «لمسة إيد»                                                            | بتفكر في إيه              | ليلى كنعان                                                                          | «مقدمات وخاتمة موسيقية إضافية»: مقطع موسيقي مُصوّر في هيئة فيلم درامي قصير، يُصوّر نانسي في دور حبيبة أحد رجال المقاومة في زمن الحرب، انفصلت عنه بسبب طبيعة نشاطه ثم اعتقالهِ، كانت تساعد المقاومة من خلاله بإيصالها معلومات سرية عن العدو. | [ 13 ] |
| 2009  | «ابن الجيران»                                                         | بتفكر في إيه              | مايك هاريس (بالإنجليزية: Mike Harris)                                               | يتصل بالإعلان التجاري الثالث الذي صورته نانسي لمجوهرات داماس، ضمن إطلاق الشركة تشكيلة جديدة من مجموعة مجوهرات «فرفشة»، حيث يصوّرها وهي تتجول في حيها القديم. | [ 13 ] |
| 2009  | «ماشي حدّي»                                                            | بتفكر في إيه              | ليلى كنعان                                                                          | في عالم غريب مليء بالألوان، أشبه بستينيات القرن العشرين في الولايات المتحدة من حيث الزمان، تنزعج نانسي من حبيبها المهووس والمغتر بنفسه الذي يغازل النساء في كل مكان، ومع ذلك، فقد كان يقع دائمًا في مشاكل ولا يجد أحدًا يقف معه سواها. | [ 13 ] |
| 2010  | «مين غيري أنا (نص الكون)»                                             | بتفكر في إيه              | يحيى سعادة                                                                          | مُلغى | [ 14 ] |
| 2010  | «شجّع بعلمك» (بمشاركة كينان)                                           | أغنية منفردة غير ألبومية  | مخرج مشارك: ليلى كنعان                                                              | تؤدي نانسي المقطع العربي بينما يؤدي كينان المقطع الإنجليزي من أغنية كوكا كولا الرسمية الخاصة بكاس العام لعام 2010. | [ 15 ] |
| 2010  | «في حاجات»                                                            | نانسي 7                   | نادين لبكي                                                                          | فيديو كليب درامي، تمثل فيه نانسي دور زوجة تعيش زواجًا باردًا، وتعاني وهي تخفي مشاعرها. | [ 16 ] |
| 2010  | «شيخ الشباب»                                                          | نانسي 7                   | ليلى كنعان                                                                          | تعيش نانسي في منتجع قروي مع جدتها، حيث تُمثل دور فتاة شقية تقع في حب أحد الرجال الذين يزورون المنطقة مع رفاقه. | [ 16 ] |
| 2011  | «يا كثر»                                                              | نانسي 7                   | صوفي بطرس                                                                           | قصة حب درامية ومعقدة بين حبيبين تنتهي بسعادة. | [ 16 ] |
| 2011  | «إمتى حشوفك»                                                          | نانسي 7                   | ليلى كنعان                                                                          | مُلغى | [ 17 ] |
| 2012  | «سوبر نانسي» (يتضمن أغنيات: «يا بنات» و«بقوسي» و«سطوحي»)              | سوبر نانسي (ألبوم أطفال)  | ليلى كنعان                                                                          | مزيج من ثلاث أغنيات، يصور نانسي بوصفها امرأة خارقة في أرض العجائب. | [ 18 ] |
| 2012  | «بدّك تبقى فيك»                                                        | أغنية منفردة غير ألبومية  | وليد ناصيف                                                                          | يتصل بالإعلان التجاري الخامس الذي صورته نانسي لمجوهرات داماس، ضمن إطلاق الشركة تشكيلة جديدة من مجموعة مجوهرات «فرفشة»، حيث يصوّر عدم اهتمامها بديمومة علاقتها مع حبيبها الذي تسبّب بفتور العلاقة بينهما، حتى أصلحها في نهاية الفيديو. | [ 19 ] |
| 2013  | «أعمل عاقلة»                                                          | أغنية منفردة غير ألبومية  | وليد ناصيف                                                                          | فيديو موسيقي على مواقع التواصل الاجتماعي يظهر نانسي وهي تتفاعل مع معجبيها لمعاقبة حبيبها. | [ 20 ] |
| 2014  | «ما تيجي هنا»                                                         | نانسي 8                   | جو بو عيد                                                                           | يُصوّر نانسي في دور بائعة بطيح تقع في مشاكل مع شرطي محلي. | [ 21 ] |
| 2014  | «شجع حلمك» (بمشاركة الشاب خالد)                                       | أغنية منفردة غير ألبومية  | جيف تي. توماس (بالإنجليزية: Jeff T. Thomas)                                         | تؤدي نانسي مع الشاب خالد أغنية كوكا كولا الرسمية الخاصة بكاس العام لعام 2014. | [ 22 ] |
| 2014  | «مش فارقة كتير»                                                       | نانسي 8                   | سعيد الماروق                                                                        | تحاول نانسي التغلب على مشاعرها بعد أن خدعها حبيبها، حيث يصورها الفيديو وهي تتذكر أوقاتهما السعيدة معًا، ولكنها في النهاية تتخذ قرار الانفصال عنه وتعيد له أغراضه. | [ 21 ] |
| 2014  | «ما أوعدك»                                                            | نانسي 8                   | فادي حدّاد                                                                           | يُصوّر نانسي في دور أميرة، وتدور القصة حول قصة حب ملكية بين أميرة وأمير، في قصر نشآ فيه معًا. | [ 21 ] |
| 2014  | «يلا»                                                                 | نانسي 8                   | إنجي جمّال                                                                           | يُصوّر نانسي في دور طالبة في المدرسة الثانوية تعيش حياة مزدوجة، ففي النهار، هي فتاة عادية معجبة بطالب معها، بينما هي النجمة نانسي في الليل. | [ 21 ] |
| 2015  | «وبكون جايي ودّعك»                                                     | نانسي 8                   | فادي حدّاد                                                                           | يظهر نانسي وهي تغني في عرض جميل ورومانسي. | [ 21 ] |
| 2015  | «من اليوم»                                                            | نانسي 8                   | جو بو عيد                                                                           | مُلغى | [ 23 ] |
| 2017  | «حاسة بيك»                                                            | حاسة بيك                  | ليلى كنعان                                                                          | يُصوّر نانسي في دور المشرق لنجم هوليوود قديم في وسط علاقة حب مشبعة بالبخار. | [ 24 ] |
| 2018  | «ومعاك»                                                               | حاسة بيك                  | ليلى كنعان                                                                          | يُصوّر نانسي في مطعم عشاء على طراز المطاعم الأمريكية في منتصف القرن العشرين، ترتدي سترة بيسبول وسروال جينز وتبدأ بالغناء بعد أن تسرح في خيالها. | [ 24 ] |
| 2018  | «بدنا نولّع الجو»                                                      | أغنية منفردة غير ألبومية  | سمير سرياني                                                                         | تدخل نانسي إلى منزل مليء بالاكتئاب فتغير أجواءه بالغناء والرقص. |        |
| 2019  | «الحب زي الوتر»                                                       | حاسة بيك                  | ليلى كنعان                                                                          | يُصوّر نانسي بفستان أبيض تمشي في الطبيعة وتغني عن الحب. | [ 24 ] |
| 2020  | «قلبي يا قلبي»                                                        | أغنية منفردة غير ألبومية  | رجا نعمة                                                                            | يُصوّر نانسي وهي تتواجد في غرفة أثناء تسجيل مقطع موسيقي مصور تظهر فيه ويُعرض أحيانًا من خلال عدستها. | [ 25 ] |
| 2021  | «سلامات»                                                              | نانسي 10                  | سمير سرياني                                                                         | يُصوّر نانسي وهي تتجول مع اثنتين من صديقاتها في أنحاء المدينة ليلًا. | [ 26 ] |
| 2021  | «مِيَّة وخمسين»                                                          | نانسي 10                  | ليلى كنعان                                                                          | يُصوّر نانسي وهي موظفة استقبال في فندق. | [ 27 ] |
| 2022  | «ما تعتِذر»                                                            | نانسي 10                  | سمير سرياني                                                                         | يُصوّر نانسي في دور زوجة تعاني من إدمان زوجها للمخدرات. |        |

## فيديوهات أخرى
| السنة | العنوان              | المخرج(ون/ات)         | وصف | مرجع          |
| ----- | -------------------- | --------------------- | --- | ------------- |
| 2003  | «نسيتو جرحو»         | سامح عبد العزيز       | صُوّرت الأغنية حصريًا لشبكة تليفزيون دريم ضمن تحضيرات برنامج «الهوى هوانا» لهالة سرحان التي أجرت مقابلة طويلة مع نانسي عجرم. الأغنية مأخوذة من ألبوم "يا سلام".                                          | [ 28 ]        |
| 2003  | «إلحقني»             | ليلى بزّي وفؤاد سليمان | الأغنية الرسمية لانطلاق ماراثون بيروت. شارك نانسي كل من يوري مرقدي، دينا حايك، زين العمر، هيفاء وهبي وجو أشقر، إضافة إلى المنتج الموسيقي غي مانوكيان.                                                 | [ 29 ]        |
| 2005  | «لا ما خلصت الحكاية» | طوني القهوجي          | تذكيرًا باغتيال رئيس الوزراء اللبناني رفيق الحريري، شاركت نانسي مع كوكبة من الفنانين اللبنانيين، منهم: صباح، نوال الزغبي، هيفاء وهبي، وائل كفوري، أمل حجازي، مايا نصري، ملحم زين، رامي عياش وآخرين.    | [ 30 ]        |
| 2006  | «أنا مصري»           | هادي الباجوري         | تزامنت الأغنية مع استضافة مصر لكأس الأمم الأفريقية لكرة القدم وفوزها بالبطولة. صُورت الأغنية من قبل شركة أورنج مصر، إحدى رعاة البطولة دون مشاركة نانسي أو إنتاجها، لهذا سبب لا يعد من أعمالها المصورة. | [ 31 ]        |
| 2006  | «حبيب العمر»         | غير معروف             | أغنية مهداة إلى لبنان، سُجلت قبل حرب لبنان 2006، إلّا أن الفيديو كليب صُوّر بعد الحرب، حيث تظهر فيه نانسي وهي في الإستوديو.                                                                               | [ 32 ]        |
| 2007  | «خليك بوجه الغضب»    | طوني القهوجي          | أهدت نانسي هذه الأغنية إلى الجيش اللبناني بعد الصراع المسلح الذي نشب في شمال لبنان عام 2007. | [ 33 ]        |
| 2008  | الضمير العربي        | أحمد العريان          | أوبريت مكمل لأوبريت الحلم العربي، حيث شاركت نانسي مع أكثر من مائة فنان عربي آخر، منهم وديع الصافي، أصالة نصري، لطيفة والشاب خالد.                                                                     | [ 34 ] [ 35 ] |
| 2011  | «وحشاني يا مصر»      | فادي حدّاد             | مهداة إلى مصر بعد ثورة 25 يناير. | [ 36 ]        |
| 2011  | «بابا بورتو»         | شريف جمال             | عن شخصية كرتونية تُعرف باسم بابا بورتو، صُمّمت للترويج لمنتجعات بورتو في مصر، والأغنية ضمن فيديو يصوّر بورتو وهو يستمتع في رحلته في المنتجعات.                                                            | [ 37 ]        |
| 2012  | «أوبريت جيش لبنان»   | وليد ناصيف            | مهداة إلى الجيش اللبناني في ذكرى تأسيسه السابعة والستين، حيث شارك نانسي مجموعة من الفنانين اللبنانيين، وهم: عاصي الحلاني، وائل كفوري، نوال الزغبي وسمير صفير.                                         | [ 38 ]        |
| 2015  | «البركة»             | محمد يونس             | مهداة إلى مصر احتفالًا بإطلاق قناة السويس الجديدة، ويظهر الفيديو احتفال المصريين بقناة السويس بالرقص والتلويح بالأعلام المصرية.                                                                        | [ 39 ]        |
| 2016  | «والله وليكم وحشة»   | وسيم سُكَّر              | أنتجت ضمن افتتاحية أراب آيدول في موسمه الرابع حيث انضمت نانسي إلى لجنة التحكيم ومعها كل من وائل كفوري، أحلام الشامسي وحسن الشافعي.                                                                    | [ 40 ]        |
| 2019  | «راجل ابن راجل»      | بتول عرفة             | مهداة إلى مصر. | [ 41 ]        |
| 2020  | «إلى بيروت الأنثى»   | سمير سرياني           | مهداة إلى بيروت، العاصمة اللبنانية بعد انفجار مرفأ بيروت. | [ 42 ]        |
| 2021  | «إمّي»                | سمير سرياني           | صدرت الأغنية المصورة عشية عيد الأم في الوطن العربي، تحت عنوان: «إهداء لكل إمّ ولإمّي». | [ 43 ]        |

## ألبومات مصورة

### ألبومات مصورة حية
| العنوان                    | بيانات الألبوم                                                    | وصف | مرجع          |
| -------------------------- | ----------------------------------------------------------------- | --- | ------------- |
| حفلة مهرجان جرش الحية 2004 | - صدر: 19 يونيو 2005 - شركة الإنتاج: إي إم آي - الأنواع: دي في دي | يسجّل إحياء نانسي لحفلها في مهرجان جرش في الأردن في 28 يوليو 2004، الحفل الذي جاء للترويج لألبومها الرابع آه ونص. | [ 44 ] [ 45 ] |

### ألبومات وثائقية مصورة
| العنوان                                    | بيانات الألبوم                                                            | وصف | مرجع   |
| ------------------------------------------ | ------------------------------------------------------------------------- | --- | ------ |
| ما لا تعرفونه عن نانسي عجرم (خلف الكواليس) | - صدر: 2005 - شركة الإنتاج: مركز تلفزيون الشرق الأوسط - الأنواع: دي في دي | فيلم وثائقي عن نانسي عجرم، أخذ في معظمه «من وراء الكواليس» وصور في لبنان والولايات المتحدة خلال جولتها الغنائية في الولايات المتحدة في عام 2005. | [ 46 ] |

### ألبومات الأغاني المصورة
| العنوان                                                        | بيانات الألبوم                                                                                       | وصف | مرجع          |
| -------------------------------------------------------------- | --- | --- | ------------- |
| آه ونص                                                         | - صدر: 16 يوليو 2006 - شركة الإنتاج: إي إم آي - الأنواع: دي في دي، قرص مضغوط، تحميل موسيقى           | يحتوي على قرصين، الأول يتضمّن أغان مصوّرة وعروضًا حية، بينما الآخر يتضمّن ألبومًا أعيد تسجيله رقميًا.                               | [ 47 ] [ 48 ] |
| يا سلام                                                        | - صدر: 14 فبراير 2007 - شركة الإنتاج: إي إم آي - الأنواع: دي في دي، قرص مضغوط، تحميل موسيقى          | يحتوي على قرصين، الأول يتضمّن أغان مصوّرة وعروضًا حية، بينما الآخر يتضمّن ألبومًا أعيد تسجيله رقميًا.                               | [ 49 ]        |
| شخبط شخابيط                                                    | - صدر: 2007 - شركة الإنتاج: إي دبليو إي برودكشن EWE Productions - الأنواع: دي في دي                  | يحتوي على فيديو موسيقي متنوع لأربع أغنيات من الألبوم.                                                                         | [ 50 ]        |
| أفضل كليبات نانسي (بالإنجليزية: The Best of Nancy Clips)       | - صدر: 2008 - شركة الإنتاج: تسجيلات الموسيقى العربية Arabic Recorded Music (ARM) - الأنواع: دي في دي | يضم حفلًا مباشرًا وثماني أغان مصوّرة من ألبومها الرابع: آه ونص (2004) وألبومها الخامس: يا طبطب ودلع (2006).                      | [ 51 ]        |
| أجمل الأغاني – دي في دي (بالإنجليزية: Greatest Hits – The DVD) | - صدر: 2010 - شركة الإنتاج: إي إم آي - الأنواع: دي في دي، قرص مضغوط، تحميل موسيقى                    | يحتوي على ثلاث عشرة أغنية مصورة من ألبوماتها الخمسة الأولى التي صدرت ما بين عامي 1998 و2006، إضافة إلى حفلين من العروض الحية. | [ 52 ]        |
| فيديو كليبات 2 (بالإنجليزية: Video Clips 2)                    | - صدر: 2010 - شركة الإنتاج: تسجيلات الموسيقى العربية Arabic Recorded Music (ARM) - الأنواع: دي في دي | يحتوي على حفلين حيين وثماني أغان مصوّرة، صدرت ما بين عامي 2006 و2010.                                                          | [ 53 ]        |

## إعلانات تجارية
| السنة | الشركة والمنتج                     | الشار(ة/ات) الموسيقية             | المخرج                                               | وصف | مرجع                 |
| ----- | ---------------------------------- | --------------------------------- | ---------------------------------------------------- | --- | -------------------- |
| 2003  | ميلودي إنترتينمنت                  | «أخاصمك آه»                       | أحمد مهدي                                            | صورت نانسي إعلانين لقناة ميلودي هيتس. في الأول وجه إلى المشاهد، حيث وضّحت طرق إرسال الرسائل القصيرة ورموز أغانيها في القناة وطريقة الاستماع إليها. أمّا الإعلان الثاني، فهو عبارة عن نغمة إعلان، حيث يستيقظ البطل على نغمة أغنية «أخاصمك آه»، وسرعان ما يجد نانسي نفسها تغني وترقص على أغنيتها. | [ 54 ]               |
| 2005  | كوكا كولا                          | «قول تاني كده»                    | لوكا توماسيني (بالإيطالية: Luca Tommassini)          | أنتج ثلاث نسخ من هذا الإعلان. في النسخة الأولى، تشعر تانسي بالملل وهي في المقهى وتعيد كوكا كولا الحيوية إليها في حفل موسيقي. والنسخة الثانية، تستخدم كوكا كولا بدلًا عن الآلات الموسيقية وينبض المقهى، لينتهي الإعلان بضحك نانسي. والنسخة الأخيرة عبارة عن حفل موسيقي، تظهر نانسي فقط على خشبة المسرح طوال فترة الإعلان. | [ 55 ] [ 56 ] [ 57 ] |
| 2005  | كوكا كولا                          | "لون عيونك" (موسيقى)              | مايك ليبسكومب (بالإنجليزية: Mike Lipscombe)          | أوّل إعلان لنانسي مع شركة كوكا كولا. يصورها وهي تضحك حين تهم بشرب كأس مشروب كوكا كولا، وتداعبها الغازات الفوارة في الكأس. | [ 58 ]               |
| 2005  | كوكا كولا                          | "لون عيونك" (موسيقى)              | مايك ليبسكومب (بالإنجليزية: Mike Lipscombe)          | شخص غريب يرمي قطعة ثلج في كأس كوكا كولا على طاولته، وفي كل مرة يحدث هواءً عاليًا يحرك فستان نانسي عجوم ويدفع المصورين لأخذ صورتها، صورة تشبه تلك الشهيرة التي أخذت لمارلين مونرو بفستانها الأبيض الطائر. | [ 59 ]               |
| 2005  | كوكا كولا                          | "لون عيونك" (موسيقى)              | مايك ليبسكومب (بالإنجليزية: Mike Lipscombe)          | يصوّر نانسي وهي تغمز عند شرب الكولا. | [ 60 ]               |
| 2005  | كوكا كولا                          | «معجبة»                           | مايك ليبسكومب (بالإنجليزية: Mike Lipscombe)          | يراقب الجمهور أداء الساحر، لكن البطل يؤدي خدعة سحرية أكثر إثارة للإعجاب في منح نانسي الكولا. ينفجر السيرك بالحياة مع حفل لنانسي وأداء مستوحى من الطاحونة الحمراء أو سيرك دو سوليه. | [ 61 ]               |
| 2006  | مجوهرات داماس (مجلس الذهب العالمي) | «أنا يللي بحبك»                   | باسكال داش                                           | تدخل نانسي إلى مقهى مليء بالملل، فتعيده إلى الحياة عند الكشف عن هويتها وبث أغنيتها الجديدة. | [ 62 ]               |
| 2006  | كوكا كولا                          | «أشتكي منه»                       | غير معروف                                            | تتسق منحنيات زجاجة الكولا مع جسم نانسي وهي ترقص. | [ 63 ]               |
| 2007  | مجوهرات داماس (مجلس الذهب العالمي) | «إللي كان»                        | ديامانتينو فيريرا (بالإنجليزية: Diamantino Ferreira) | من يلاحق نانسي يشتري لها المجوهرات التي رآها وهي تجربها. | [ 64 ]               |
| 2007  | كوكا كولا                          | «الدنيا حلوة»                     | غير معروف                                            | تضيء الألوان الشارع والسماء حيث تتجول نانسي وهي توزع الكولا على جميع من يصادفها. | [ 65 ]               |
| 2008  | كوكا كولا                          | "مين غيري أنا»                    | مانفريدو ليتو (بالإيطالية: Manfredo Leteo)           | النسخة الأصلية: تستضيف عجرم احتفالًا في منزلها تقدم للحضور مشروب كوكا كولا على أنغام أغنيتها الجديدة. | [ 66 ]               |
| 2008  | كوكا كولا                          | "مين غيري أنا»                    | مانفريدو ليتو (بالإيطالية: Manfredo Leteo)           | «نسخة أكابيلا» (بالإنجليزية: Acapella version): عجرم تشاكس طفلًا في المقهى وتجعله يضحك بينما تستمتع بشرب زجاجة الكولا الخاص بها. | [ 67 ]               |
| 2008  | كوكا كولا                          | "مين غيري أنا»                    | مانفريدو ليتو (بالإيطالية: Manfredo Leteo)           | «الإعلان بنسخة موسيقية فقط»: نجمة موسيقى الروك المتعبة تنتعش وتنشط بشرب علبة كوكا كولا حتى آخر قطرة. | [ 68 ]               |
| 2009  | مجوهرات داماس (مجلس الذهب العالمي) | «ابن الجيران»                     | مايك هاريس (بالإنجليزية: Mike Harris)                | نانسي تتجول في حيها القديم. | [ 69 ]               |
| 2009  | سوني موبايل                        | «وأنا بين إيديك» و «بتفكّر في إيه» | ليلى كنعان                                           | الترويج لنقال «إصدار نانسي الخاص» (بالإنجليزية: Nancy special edition) أحد إصدارات هاتف «سوني إريكسون دبليو 595» (بالإنجليزية: Sony Ericsson W595) ضمن سلسلة «هواتف سوني إريكسون وكمان» (بالإنجليزية: Sony Ericsson Walkman Phone). إصدار نانسي الخاص من الهاتف المحمول، وردي اللون ويحمل توقيعها عليه. يصور نانسي على المسرح مع فرقتها الموسيقية حين يحاول رجل إرضاء حبيبته بتشغيل أغنية رومانسية («وأنا بين إيديك») من أغاني نانسي عبر هاتفه ثم يشغل أغنية أخرى من أغانيها بموسيقى الروك («بتفكّر في إيه»). | [ 70 ]               |
| 2009  | يونيسف                             | دون شارة                          | جو بو عيد                                            | ظهرت نانسي عجرم في إعلان لليونيسف بمناسبة الذكرى العشرين لاتفاقية حقوق الطفل، لتنضم إلى مشاهير الشرق الأوسط الآخرين المؤثرين مثل محمود قابيل، كاظم الساهر، كاريس بشار، صابر الرباعي، خالد أبو النجا، جمال لعروسي، فايز المالكي والممثلة الإيرانية مهتاب كرامتي. | [ 71 ]               |
| 2010  | لاكتيل                             | دون شارة                          | مانفريدو ليتو (بالإيطالية: Manfredo Leteo)           | يصوّر نانسي في الهواء الطلق في برنامج حواري. | [ 72 ]               |
| 2011  | نسكويك                             | «أولادي»                          | غير معروف                                            | شاركت نانسي في الإعلان بصوتها فقط، في أغنية مدتها 15 ثانية. | [ 73 ]               |
| 2011  | نيسان موتورز                       | « لسه جاية أقوله»                 | مارك شلهوب                                           | الترويج لسيارة نيسان ميكرا الجديدة لعام 2012. | [ 74 ]               |
| 2011  | مجوهرات داماس (مجلس الذهب العالمي) | «مين الماعندو»                    | مارك حديفة                                           | الترويج لمجوهرات داماس، ضمن إطلاق الشركة تشكيلة جديدة من مجموعة مجوهرات «فرفشة» بعد أن أعادت الشركة توقيع عقد جديد مع نانسي لتكون الوجه الإعلاني للعلامة. في الإعلان التجاري الرئيس، تظهر نانسي وهي تستمتع مع صديقاتها خلال ليلة في وسط بيروت. | [ 75 ]               |
| 2012  | فونتيرا                            | «أوكي»                            | أوليفر عجيل (بالإنجليزية: Oliver Ojeil)              | للترويج لحليب «أنلين» (بالإنجليزية: Anlene). | [ 76 ]               |
| 2013  | بامبي (لسانيتا)                    | «شاطر» (نسخة جديدة)               | غير معروف                                            | شاركت نانسي في الإعلان بصوتها فقط، إذ غنت نسخة جديدة من أغنية «الشاطر» بكلمات مختلفة تناسب الإعلان. | [ 77 ]               |
| 2014  | هواوي                              | «نام بقلبي»                       | سعيد الماروق                                         | الترويج لهاتف إسند ميت 7 (بالإنجليزية: Ascend Mate 7) الذكي الجديد الخاص بشركة هواوي. | [ 78 ]               |
| 2015  | هوم سنتر                           | دون شارة                          | مايكون فان غاستل (بالإنجليزية: Mikon van Gastel)     | ضمن الحملة الإعلانية لمجموعة هوم سنتر للأثاث والأدوات المنزلية، وركز الإعلان على المتعة المرتبطة بالعودة إلى المنزل. | [ 79 ]               |
| 2015  | «بامبي» (لسانيتا)                  | دون شارة                          | سعيد الماروق                                         | تحت شعار: «علِّم ولد، بتبني بلد»، شاركت نانسي ضمن الحملة الإعلانية التلفزيونية الجديدة لبامبني، التي صُوّرت لشركة سانيتا. | [ 80 ]               |
| 2016  | هوم سنتر                           | دون شارة                          | غير معروف                                            | ضمن الحملة الإعلانية التي صاحبت إطلاق مجموعة من الأثاث والديكورات المنزلية الجديدة لهوم سنتر في مول الإمارات. | [ 81 ]               |
| 2018  | برسيل                              | دون شارة                          | غير معروف                                            | انضمت نانسي إلى شركة هنكل، سفيرة لها ضمن الحملة الإعلانية التلفزيونية الجديدة الخاصة ببرسيل في الشرق الأوسط. | [ 82 ]               |
| 2019  | أورنج مصر                          | «فرق كبير»                        | مروان حامد                                           | تحت شعار: "حاجة بسيطة بتعمل #فرق_كبير"، شاركت نانسي وإلى جانبها تامر حسني ضمن الحملة الإعلانية التلفزيونية الخاصة بشهر رمضان، التي صُوّرت لشركة أورنج مصر. | [ 83 ]               |
| 2021  | اتصالات مصر                        | «أقوى بكتير»                      | غير معروف                                            | شاركت نانسي وإلى جانبها أمير كرارة ضمن الحملة الإعلانية التلفزيونية الخاصة بشهر رمضان، التي صُوّرت لشركة اتصالات مصر. | [ 84 ]               |
| 2021  | مصر لتأمينات الحياة                | «بكرة يبدأ النهارده»              | غير معروف                                            | غنت نانسي كلمات أغنية كُتِبت للحملة الإعلانية التلفزيونية لشركة مصر لتأمينات الحياة. | [ 85 ]               |

## جوائز وترشيحات الفيديوهات المصورة
| السنة | العنوان            | المخرج       | الجائزة                                                                                            | النتيجة | مرجع            |
| ----- | ------------------ | ------------ | -------------------------------------------------------------------------------------------------- | ------- | --------------- |
| 2003  | «أخاصمك آه»        | نادين لبكي   | مهرجان الفيديو كليب (بالإنجليزية: Video Clip Festival)                                             | فوز     | [ 86 ]          |
| 2003  | «يا سلام»          | نادين لبكي   | الموريكس دور                                                                                       | فوز     | [ 87 ]          |
| 2004  | «لون عيونك»        | نادين لبكي   | الموريكس دور                                                                                       | فوز     | [ 88 ]          |
| 2004  | «لون عيونك»        | نادين لبكي   | مجلة زهرة الخليج                                                                                   | فوز     | [ 89 ]          |
| 2005  | «إنتَ إيه»          | نادين لبكي   | الموريكس دور                                                                                       | رُشِّح     | [ 90 ]          |
| 2006  | «إحساس جديد»       | سعيد الماروق | الموريكس دور                                                                                       | فوز     | [ 91 ]          |
| 2008  | «مين دا إللي نسيك» | سعيد الماروق | الموريكس دور                                                                                       | رُشِّح     | [ 92 ]          |
| 2008  | «مين دا إللي نسيك» | سعيد الماروق | ميلودي أرابيا                                                                                      | فوز     | [ 93 ]          |
| 2009  | «لمسة إيد»         | ليلى كنعان   | الموريكس دور                                                                                       | فوز     | [ 94 ]          |
| 2009  | «ماشي حدّي»         | ليلى كنعان   | الموريكس دور                                                                                       | رُشِّح     | [ 94 ]          |
| 2009  | «ماشي حدّي»         | ليلى كنعان   | جوائز الشرق الأوسط للموسيقى                                                                        | رُشِّح     | [ 95 ]          |
| 2010  | «في حاجات»         | نادين لبكي   | المؤسسة اللبنانية للإرسال                                                                          | فوز     | [ 96 ]          |
| 2010  | «في حاجات»         | نادين لبكي   | مجلة زهرة الخليج                                                                                   | فوز     | [ 97 ]          |
| 2010  | «شيخ الشباب»       | ليلى كنعان   | جوائز مجلة «ستارز كافيه»                                                                           | فوز     | [ 98 ]          |
| 2011  | «شيخ الشباب»       | ليلى كنعان   | الموريكس دور                                                                                       | فوز     | [ 99 ]          |
| 2011  | «شيخ الشباب»       | ليلى كنعان   | جوائز الشرق الأوسط للموسيقى                                                                        | فوز     | [ 100 ]         |
| 2011  | «يا كثر»           | صوفي بطرس    | جوائز مجلة «ستارز كافيه»                                                                           | فوز     | [ 101 ]         |
| 2012  | «سوبر نانسي»       | ليلى كنعان   | موقع «ميوزك نايشن»                                                                                 | فوز     | [ 102 ]         |
| 2015  | «ما أوعدك»         | فادي حدّاد    | الموريكس دور                                                                                       | فوز     | [ 103 ]         |
| 2015  | «يلا»              | إنجي جمّال    | الموريكس دور                                                                                       | رُشِّح     | [ 103 ]         |
| 2015  | «ما تيجي هنا»      | جو بو عيد    | الموريكس دور                                                                                       | فوز     | [ 103 ]         |
| 2018  | «حاسة بيك»         | ليلى كنعان   | الموريكس دور                                                                                       | رُشِّح     | [ 104 ]         |
| 2018  | «ومعاك»            | ليلى كنعان   | مهرجان كليبد ميوزك فيديو (بالإنجليزية: Clipped Music Video Festival)                               | رُشِّح     | [ 105 ] [ 106 ] |
| 2018  | «ومعاك»            | ليلى كنعان   | مهرجان أندرغراوند ميوزك فيديو الدولي (بالإنجليزية: International Music Video Underground Festival) | رُشِّح     | [ 105 ] [ 106 ] |
| 2018  | «ومعاك»            | ليلى كنعان   | Accolade Global Film Competition                                                                   | فوز     | [ 105 ] [ 106 ] |
| 2018  | «ومعاك»            | ليلى كنعان   | مهرجان كوين بالم الدولي (بالإنجليزية: Queen Palm International Festival)                           | فوز     | [ 107 ]         |
| 2021  | «إلى بيروت الأنثى» | سمير سرياني  | الموريكس دور                                                                                       | فوز     | [ 108 ]         |

## معرض الصور

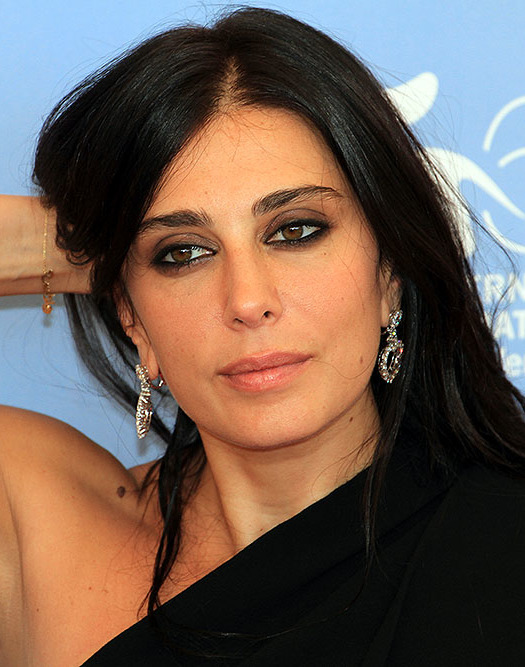
أخرجت نادين لبكي ثماني أغنيات مصورة لنانسي، وشكل الثنائي نجاحًا هائلًا.
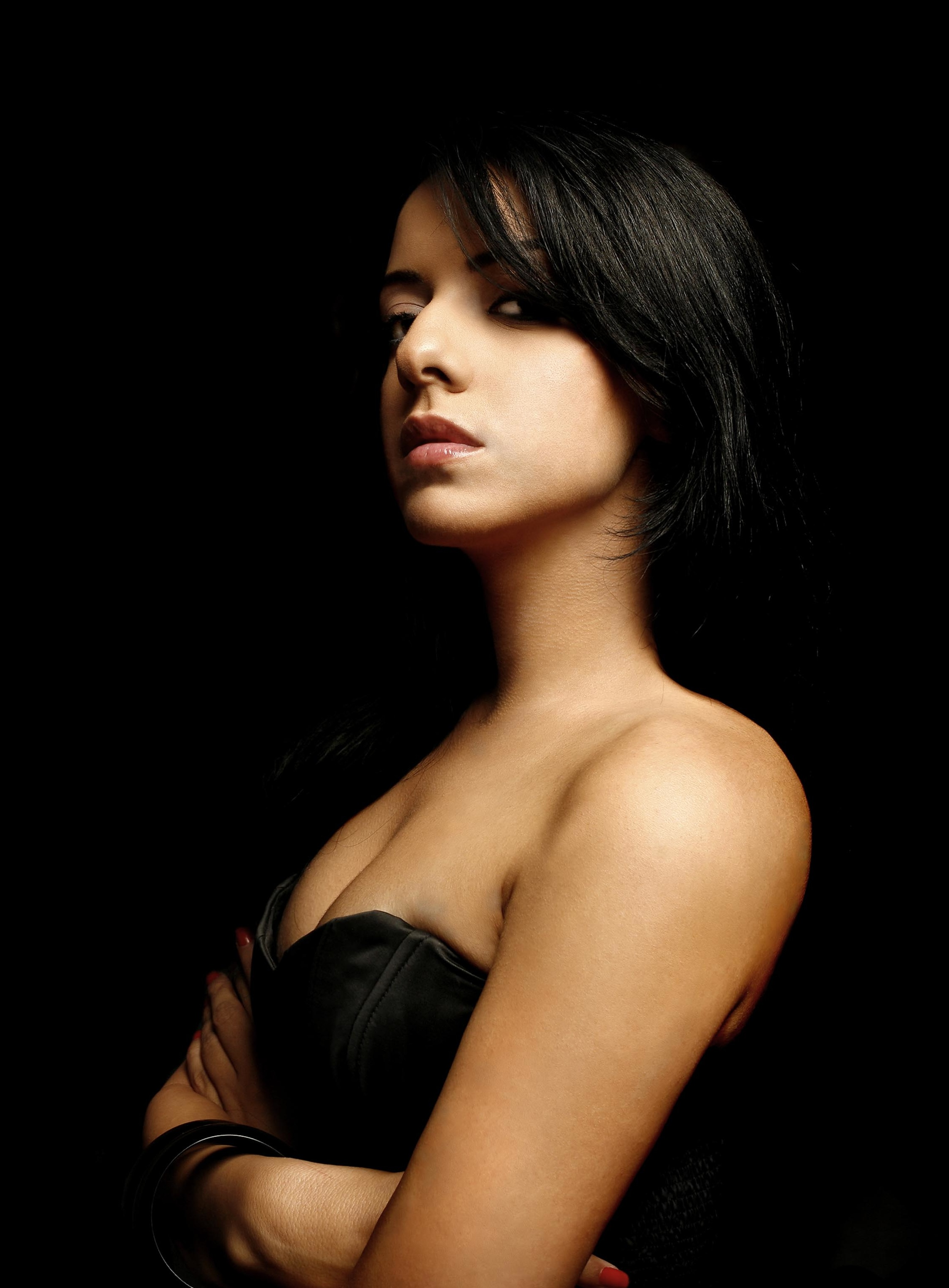
أخرجت ليلى كنعان ثماني أغنيات مصورة لنانسي.